# Hydrocotyle acuminata
Hydrocotyle acuminata là một loài thực vật có hoa trong Họ Cuồng. Loài này được Urb. mô tả khoa học đầu tiên năm 1879.